# سونیک بوم : کریستال شکسته
سونیک بوم: کریستال شکسته (به انگلیسی: Sonic Boom: Shattered Crystal) یک بازی در سبک اکشن-ماجراجویی توسعه‌یافته توسط سانزارو گیمز می‌باشد که در سال ۲۰۱۴ توسط سگا برای نینتندو ۳دی‌اس منتشر گردید.